# Frauenlied
Frauenlied (auch Frauenmonolog genannt) ist eine Bezeichnung für eine Untergattung der Minnelieder innerhalb des Minnesangs. Frauenlieder sind meist Monologe, in denen das lyrische Ich eine adlige Dame (frouwe) ist. Sie handeln von Liebe und Sehnsucht zu einem Mann und den damit verbundenen emotionalen und gesellschaftlichen Problemen.

## Zeitliche Einordnung
An den Adelshöfen des romanischen Sprachraumes sind Frauenlieder im 11. und 12. Jahrhundert n. Chr. recht bekannt, beispielsweise in Frankreich bei den Trobadors (chanson de femme), in Spanien (canción de mujer), in Italien (canzone di donna) und in Portugal (cantiga de dona). Frühe Formen mittelhochdeutscher Frauenlieder treten erstmals gegen Mitte des 12. Jahrhunderts und somit in der frühen Phase des deutschsprachigen Minnesangs, dem donauländischen Minnesang auf. Diese frühen Formen sind jedoch einstrophig. Die bekanntesten Verfasser dieser Formen sind Dietmar von Aist, Meinloh von Sevelingen und der Kürenberger.
Die tatsächlichen monologischen Frauenlieder, die meist drei- bis sechsstrophig sind, stehen in der Tradition des donauländischen Minnesangs. Sie sind jedoch in der Hochphase des deutschsprachigen Minnesangs anzusiedeln, also während der Phase der Hohen Minne (1170/1180 n. Chr.).
Die bekanntesten Autoren von Frauenliedern dieser Phase sind Hartmann von Aue, Friedrich von Hausen, Heinrich von Morungen, Heinrich von Rugge, Heinrich von Veldeke, Walter von der Vogelweide und vor allem Reinmar der Alte. Auch aus dem 13. Jahrhundert n. Chr. sind einige Frauenlieder überliefert, beispielsweise von Gottfried von Neifen.

## Zentrale Motive
Die sonst in den Minneliedern vom männlichen lyrischen Ich besungene und unerreichbare Minnedame (frouwe) kommt in den Frauenliedern selbst zu Wort (monologische Rede der Minnedame) und gibt einen Einblick in ihr Gefühlsleben. Sie wird konträr zu dem bis dahin bekannten Bild der abweisenden edlen Dame dargestellt, indem sie als Begehrende, Sehnsüchtige und Leidende gezeigt wird.
Meist geht es um ihre Liebe zu einem Mann (ritter), ihre damit verbundene Sehnsucht, ihre Zweifel, ihre Besorgnisse, ihre Hoffnungen und ihr Liebesleid, das mit der Minne zu diesem Mann zusammenhängt.
Ab und an werden Neider (merkaere) und Lügner (lügenaere) und deren Missgunst bezüglich der Beziehung der Liebenden erwähnt. Oft treten auch Boten (boten) in den Liedern auf.
In den Liedern wird betont, dass die Beziehung zu diesem Mann mit Problemen und Gefahren verbunden ist. Die Minnedame fürchtet sich beispielsweise vor dem Verlust ihrer tugendhaften Ehre (êre) und ihres Ansehens. Sie befindet sich somit in einem Zwiespalt zwischen persönlichem Liebesglück und der notwendigen Rücksicht auf ihr gesellschaftliches Ansehen.
In den Frauenliedern Walters von der Vogelweide entscheidet sich die frouwe meist für ihre Minne und die Beziehung zu dem werbenden Mann.
Anders ist es in den Frauenliedern Reinmars des Alten, in denen die Minnedame die Notwendigkeit der sozialen Normen und der Sitten erkennt und sich gegen ihr privates Glück und somit für ihre gesellschaftlichen Pflichten entscheidet.

## Beispiel
MF 178, 1 „Lieber bote, nu wirp alsô“ XXVIII. aus: Kraus, Carl von: Die Lieder Reinmars des Alten. I. Teil. Die einzelnen Lieder. Verlag der bayerischen Akademie der Wissenschaften: München, 1919, S. 52f.(aus Formatierungsgründen fehlen die Zeilenangaben).
| Mittelhochdeutsch XXVIII Lieber bote, nu wirp alsô Lieber bote, nu wirp alsô, sich in schiere und sage ime daz: vert er wol und ist er vrô, ich lebe iemer deste baz. Sage ime durch den willen mîn daz er iemer solhes iht getuo dâ von wir gescheiden sîn. IIVrâge er, wie ich mich gehabe, gich daz ich mit vröuden lebe. Swâ du mügest, dâ leit in abe daz er mich der rede begebe. Ich bin im von herzen holt und sæhe in gerner denne den liehten tac: daz ab du versîwgen solt. IIIÊ daz du iemer im verjehest daz ich ime holdez herze trage, sô sich, daz dû alrêrst besehest und vernim waz ich dir sage: Mein er wol mit triuwen mich, swaz im danne muge ze vröiden komen daz mîn êre sî, daz sprich. IVSpreche er, daz er welle her, daz ichs iemer lône dir, sô bit in, daz ers verber die rede, dier jungest sprach zuo mir, Ê daz ich in an gesehen. Wê, wes wil er dâ beswæren mich daz niemer doch an mir geschehe? VDes er gert, daz ist der tôt und verderbet manigen lîp; bleich und eteswenne rôt alse verwet ez diu wîp. Minne heizent ez die man, únde mohte baz unminne sîn. wê ime, ders alrêst began. VIDaz ich alsô vil dâ von gerédetè, daz ist mir leit, wande ich was vil ungewon sô getâner árbéit, Als ich tougenlîchen trage - dûn sólt im niemer niht verjehen alles, des ich dir gesage. - II 6. unde MF. - III 6. im danne bC und MF. - IV 6. wê wes wes wes C, - waz E, dorch wat m, wes MF. Er m, - er da mite CE und MF. - 7. des m, daz CE und MF. - V 6. unde MF. | Neuhochdeutsche Übersetzung Lieber Bote, nun tue folgendes Lieber Bote, nun tue folgendes, eile sogleich zu ihm und sage ihm das: geht es ihm gut und ist er froh, lebe ich jederzeit umso besser. Sage ihm auf meinen Wunsch, dass er niemals etwas tun soll, dass uns scheiden kann. II.Wenn er fragt, wie es mir geht, sag, dass ich in Freude lebe. Wo immer du kannst, da bringe ihn dazu, dass er mich mit seinem Reden verschone. Ich bin ihm von Herzen ergeben und würde ihn lieber sehen, als den Tag: das sollst du aber verschweigen. III.Bevor du ihm jemals sagst, dass ich ihm von Herzen ergeben bin, so schau zu aller erst und vernehme, was ich dir sage: Wenn er meint, mich mit Treue [zu lieben], was ihm dann Freude bereiten könne, das sei meine Ehre, so sprich. IV.Wenn er sagt, dass er herkommen will, ich werde es dir immer belohnen, dann bitte ihn, dass er [sie] unterlässt, die Rede, die er kürzlich zu mir sprach: Dann kann ich ihn ansehen. Ach, warum will er mich mit etwas belasten, was doch niemals geschehen wird? V.Was er begehrt, das ist der Tod und verdirbt er manchen Leib; bleich und bisweilen rot so werden die Frauen davon. Minne nennen es die Männer, doch sollte es lieber Unminne sein. Weh ihm, der als erster damit begann! VI.Dass ich so viel davon geredet habe, das ist mir ein Leid, denn ich bin es nicht gewöhnt solch eine Qual wie meine, heimlich zu ertragen - Du sollst ihm niemals etwas verraten, von dem, was ich dir gesagt habe. |

## Überlieferungsgeschichte
Die Frauenlieder haben in der Gattung der Minnelieder eher eine Randstellung. Sie sind zwar in diversen Handschriften überliefert, jedoch überwiegt deutlich der Anteil an Minneliedern, in denen ein männliches lyrisches Ich vorkommt. Dennoch sind Frauenlieder in der Handschrift A (Kleine Heidelberger Liederhandschrift), in Handschrift B (Weingartner Liederhandschrift), aber auch in den Handschriften C (Codex Manesse) und E (Würzburger Liederhandschrift) überliefert.
Zudem sind bruchstückhaft Teile in einem namenlosen Anhang (b) der Weingartner Liederhandschrift erhalten und auch im Möserschen Bruchstück (m) lassen sich Teile von Frauenliedern finden.
Das hier angeführte Frauenlied „Lieber bote, nu wirp alsô“ ist teilweise überliefert in den Handschriften B, C, E und dem Möserschen Bruchstück (m), wobei aber die Strophenfolge in den Handschriften variiert.
Am plausibelsten erscheint Albrecht Hausmann die Überlieferungsgruppe Em, welche als einzige die Strophen IV und V überliefert. Handschrift B und C weisen eine gewisse Verwandtschaft auf, da die Strophenfolge des oben genannten Liedes in beiden identisch ist. Einzig und allein die Tatsache, dass in C eine zusätzliche Strophe überliefert ist, unterscheidet die beiden Handschriften diesbezüglich in der Überlieferungsreihe x2. Laut Hausmann liegt das Lied in „zwei rezeptionswirksamen Fassungen vor, die sich im rekonstruierbaren Überlieferungsgang nicht berührt haben“.

## Analyse

### Form
Das Frauenlied „Lieber bote, nu wirp alsô“ hat einen einfachen metrischen Bau. Als Stollen hat es je zwei Viertakter, als Abgesang drei Viertakter mit Waise (einzelne Verszeile, die keinen Reim hat).
Die Waise der Strophe 4 reimt mit den Versen 19 und 21 der vorangegangenen Strophe 3.
Es gibt „Reimwortresponsionen“, wie mich: sprich: mich (Strophe 3, V. 19, V. 25 und Strophe 4, V. 27). Zudem gibt es weitere Reime, wie mîn: sîn (Strophe 1, V. 5 und 7) / holt: solt (Strophe 2, V.12 und 14)// gesehen: geschehen (Strophe 4, V. 26 und 28) oder leit: arebeit (Strophe 6, V. 37 und 39).
„Formal sind die Strophen 1 und 2 sowie 3 und 4 paarweise mit einander verbunden“.

### Inhalt
In dem angeführten Lied spricht ein weibliches lyrisches Ich innerhalb des Textes zu einem Boten. Sie erteilt ihm einen Auftrag, was in der ersten Strophe durch den Satz „Lieber bote, nu wirp alsô“ (Vers 1) und durch die Aussage „daz sprich“ (3. Strophe, V. 21) deutlich wird.
- In der ersten Strophe geht es um die Freude des lyrischen Ichs, die es aufgrund der Freude des geliebten Mannes empfindet.[23] Zu sehen ist dies an der Stelle „vert er wol und ist er frô, ich leb iemer deste baz“(VV. 3f.). Auch die Aufforderung, „Sage im durch den willen mîn daz er iemer solhes iht getuo dâ von wir gescheiden sîn“ (VV. 5–7.) zeigt, dass die Dame, welche hier spricht, ihm verbunden sein möchte.[24]
- In der zweiten Strophe erteilt sie ein erstes Redeverbot an den Boten, indem sie sagt: „daz ab du versîwgen solt“ (V.14). Dieses erteilt sie, nachdem sie ihre Liebe offenkundig gesteht mit den Sätzen: „Ich bin im von herzen holt und sæhe in gerner denne den tac“ (VV. 12f.).[25]
- In Strophe 3 erklärt sie einerseits, dass sie ihm zugetan und von Herzen ergeben ist, „deich im holdez herze trage“ (V.16), dass sie jedoch gleichzeitig der Meinung ist, dass ihm ihr Ansehen und ihre Ehre auch Freude bereiten sollten. Zu erkennen ist dies an dem Ausspruch „Meine er wol mit triuwen mich, swaz dann im müge ze fröiden kommen daz mîn êre sî, […]“ (VV. 19–21).[25]
- In der vierten Strophe fordert sie den Boten auf, den Mann zu bitten, sie nicht mit seinen werbenden Worten herauszufordern „sô bit in daz er verber rede dier jungest sprach ze mir“ (VV. 24f.).[26] Ferner äußert sie die Frage „Wê wes wil er beswæren mich des doch nimmer mac geschehen?“ (VV. 27f.). Diese beinhaltet, dass sie die Erfüllung der Minne für unwahrscheinlich hält.[21]
- In Strophe 5 wird deutlich, dass sie die Minne fürchtet und sie deswegen mit negativen Vokabeln verbindet.[20] Das wird deutlich in den Versen 29f. „Des er gert daz ist der tôt und verderbet manegen lîp“. Zudem stellt sie sich in den Versen 31f. bildlich vor, was die Minne anrichtet: „bleich und eteswenne rôt alsô verwet ez diu wîp“.[25] Sie macht außerdem deutlich, dass sie die von den Männern genannte Minne eher Unminne nennen möchte, weil diese solche negativen Folgen mit sich bringt: „Minne heizent ez die man, und möhte baz unminne sîn“ (VV. 33f.).[20]
- In der letzten Strophe wird sich die Frau ihrer Aussagen bewusst und widerruft ihre Worte.[20] Sie erteilt dem Boten ein erneutes Redeverbot, welches an der Äußerung „dune solt im nimmer niht verjehen alles des ich dir gesage“ deutlich wird.[27]

Alles in allem geht es in diesem Frauenlied um den inneren Konflikt des weiblichen lyrischen Ichs. Die Sprecherin wägt Ehre und Minne gegeneinander ab. Sie entscheidet sich für ihre Pflicht und handelt aus Verantwortung der Gesellschaft gegenüber und nicht aus einer Laune heraus. Das Lied ähnelt einem Selbstgespräch der Minnedame vor einem dritten, dem erwähnten Boten. Es führt laut Ingrid Kasten zudem vor, „wie die Absicht einer liebenden Frau, mit dem geliebten Mann zu kommunizieren, scheitert“.

## Merkmale der Frauenlieder Reinmars des Alten
Frauenlieder sind eine wichtige Untergattung der Minnelieder. Vor allem Reinmar der Alte hat in seinen Frauenliedern das Dilemma der Minnedamen aufgezeigt und die Gefahren und Folgen der Sehnsucht und Liebe zu einem Mann erwähnt. Zusammenfassend können wichtige Merkmale der Frauenlieder Reinmars des Alten festgehalten werden:
- Innerhalb des Textes spricht ein weibliches lyrisches Ich (frouwe) entweder mit sich selbst oder zu einer männlichen Person (bote) über eine andere männliche Person (meist ritter)[32]
- das weibliche lyrische Ich berichtet über ihre Liebe und Sehnsucht zu einem Mann und über ihre Sorgen bezüglich ihrer Minne
- die frouwe beauftragt in einigen Frauenliedern einen Boten, um dem Geliebten eine Nachricht zu überbringen[33]
- sie ist einerseits zurückhaltend und möchte ihre Ehre bewahren[20]
- andererseits äußert sie deutlich ihre Zuneigung
- trotzdem widerruft sie ihr Geständnis meist und „eine Kommunikation [zwischen ihr und dem Geliebten] kommt nicht zustande“[12]
- sie befindet sich in einem Dilemma: sie wägt ihr persönliches Glück mit ihren Verpflichtungen gegenüber der Gesellschaft und ihrem Ruf bzw. ihrer Ehre ab[34]
- ihre Entscheidung fällt bei Reinmar zu Gunsten ihrer Ehre und den Erwartungen der Gesellschaft an sie aus, denn sie möchte ihre staete (Beständigkeit), wirdekeit (Würdigkeit) und êre (tugendhafte Ehre) bewahren[35]
- insofern kann von einem Entwicklungsprozess des lyrischen Ichs innerhalb des Textes gesprochen werden, da die Dame sich zunächst offen zu ihrer Liebe bekennt, dann schwankt und ihre Aussagen widerruft und sich schlussendlich gegen die Liebe entscheidet.[36]

## Wirkung
Mit Auftreten der Frauenlieder hat das Subjekt der männlichen Minneklagen endlich „Plastizität“ erhalten und es ist nachvollziehbarer geworden, warum die Minnedame nicht auf die Bemühungen des leidenden, männlichen lyrischen Ichs eingeht.
Frauenlieder erfüllen den Wunsch nach einer Antwort auf die klagenden Minnelieder, in denen bis dahin nur ein männliches lyrisches Ich zu Wort gekommen ist.
Erstmals spricht die Minnedame über ihr Innenleben und liefert Erklärungen, die bis dahin ausgeblieben sind
Reinmar der Alte, der einer der bedeutendsten Autoren des Minnesangs war, hat durch seine Frauenlieder auch entscheidend zur Entwicklung dieser Untergattung beigetragen.
Vielleicht ist es auch nicht verwunderlich, dass Autoren wie Hartmann von Aue und Reinmar der Alte, denen die meisten männlichen Minneklagen angerechnet werden, auch eine große Anzahl an Frauenliedern verfasst haben. Trotzdem ist immer zu beachten, dass laut Meinungen der meisten Forscher, ein männlicher Autor „aus der Wunschperspektive des werbenden Mannes ein Frauenbild [entwirft], dem er dessen eigene Gefühle, Leidenschaften und Hoffnungen unterlegt und das zugleich dessen geheime Vorstellung von der Frau entspricht“. Geht man also davon aus, dass die meisten Frauenlieder von männlichen Verfassern stammen, so haben diese dem weiblichen lyrischen Ich die eigene Anschauung bezüglich der Rollenverteilung durch ihre Wortwahl „in den Mund gelegt“.

## Forschungsdiskurse

### Funktion der Frauenlieder
Frauenlieder bilden laut Günther Schweikle „ein Gegengewicht zu den männlichen Minneklagen“ und können deswegen nur im Zusammenhang mit diesen gesehen werden. Ferner würden erst beide Seiten zusammen ein Gesamtbild des Minnesangs ergeben. Die Frauenlieder lassen die in den Minneklagen besungene frouwe zu Wort kommen und erklären ihr Verhalten. Sie sollen laut Hausmann zeigen, wie es im Inneren der bisher abweisenden und doch liebesbereiten Dame aussähe. Es soll deutlich werden, warum sie die vom Werbenden angebotene Liebe nicht erwidern kann und darf und weswegen sie schweigt.
Dargestellt werden zudem Werte und Tugenden, wie staete (Beständigkeit), triuwe (Aufrichtigkeit), wirdekeit (Ansehen) und êre (tugendhafte Ehre).
Auch die Normen der Gesellschaft werden erwähnt.
Da sich die Dame in Reinmars Frauenliedern für ihren Ruf und die Verpflichtungen der Gesellschaft entscheidet, kann man zudem sagen, dass durch die Frauenlieder auch ein „traditionellen männliches Rollenverständnis“ vermittelt wird.
Es würden laut Katharina Boll, die Vorstellungen von der männlichen Dominanz bzw. der weiblichen Inferiorität zementiert. Die Frau ist dem Mann demnach unterlegen und durchaus zugetan. Sie möchte den Werbenden lieben, „doch mehr als für den Mann sind für die Frau Gesetz, Religion und Sitte eherne Schranken, die ihrer Entscheidung für eine freie, ihrer persönlichen Neigung folgende Liebe, entgegenstehen“. Laut Sabine Obermaier besteht die Hauptfunktion des Frauenliedes darin, „das minnesangtypische Dilemma des Sängers, der liebt, obwohl er scheinbar nicht geliebt wird, im Dilemma der Frau, die lieben will, aber nicht kann, zu begründen“.

### Ablehnungsgründe in Frauenliedern
Die Forscher sind sich nicht einig, aus welchen Gründen die Dame sich vor allem in Reinmars Frauenliedern gegen ihr persönliches Glück entscheidet.
Zum einen ist ihr der Erhalt ihres Ansehens und ihres Rufes sehr wichtig. Sie ist sich ihrer gesellschaftlichen Stellung als adlige, höfische Dame bewusst und weiß somit um ihre Verpflichtungen und die Normen und Sitten. Sie möchte, obwohl sie sich im Monolog zu ihrer Liebe und Zuneigung bekennt, ungern ihre êre (Ehre) und ihre staete (Beständigkeit) aufs Spiel setzen. Neuere Forschungen nennen jedoch als zusätzlichen Grund, das „paradoxe männliche Wollen“, das sie „zum Hassen der Minne“ zwingt.
In ihrer Schönheit, ihrer Tugendhaftigkeit und ihrem Ansehen liegt ihre Attraktivität. Diese Attraktivität hänge vom Erhalt dieser Werte ab und werde durch Erfüllung der Minne vergeben, so Hausmann.
Die Minnedame müsse somit, die Minneerfüllung verhindern, indem sie letztlich bewegungslos verharre.

### Autorschaft und Performanz der Frauenlieder
Die Wissenschaft ist sich nicht einig darüber, ob manche Frauenlieder auch von weiblichen Autoren verfasst sein könnten und ob es beim Vortrag vor der Hofgesellschaft auch Sängerinnen gab, die in die Rolle des leidenden lyrischen Ichs der Frauenlieder geschlüpft sind.
Einige Forscher sehen diese Möglichkeit als durchaus plausibel, da auch im romanischen Sprachraum einige weibliche Autoren existierten, die so genannten trobairitz. William Jackson hält es sogar für durchaus möglich, dass es bei den gesungenen Vorträgen an Adelshöfen auch Sängerinnen gab.